# Combat de Soudere
Guerre du Mali
Batailles
Le combat de Soudere  se déroule lors de la Rébellion touarègue de 2012.

## Déroulement
Le 15 mars 2012, les rebelles indépendantistes du MNLA attaquent une base de miliciens de Ganda Izo à Soudere, à 35 kilomètres à l'est de Tessit. D'après les informations fournies à la presse malienne, le combat dure de 8 heures du matin à 17 heures de l'après-midi.
Amadou Diallo, le chef de la milice Ganda Izo, affirme que l'attaque a été menée par le rebelle touareg Akli Iknane, de la tribu des Imghad. Lui et ses hommes seraient des déserteurs de la Garde Nationale malienne passés au MNLA. Amadou Diallo déclare : « Nous avons eu écho d'une attaque perpétrée par des éléments armés contre les populations et leurs biens dans la zone et sommes partis à leur recherche lorsque soudain nous avons essuyé des tirs de la part des fugitifs. »
De son côté, le MNLA accuse les miliciens d'exactions contre des civils notamment dans le campement d'Ebang Imalane et dans un village près d'Ansongo où selon eux un homme a été exécuté et un autre enlevé. 

## Pertes
Selon certaines sources les assaillants auraient perdu deux hommes tués et un prisonnier. Amadou Diallo, de son côté affirme que les pertes des rebelles sont de six tués, sept blessés admis à l'hôpital de Gao, et un prisonnier qui est remis aux autorités régionales. Concernant ses pertes, Ganda Izo déclare déplorer deux blessés et un prisonnier,. 
D'après le MNLA, les combats ont fait un mort et un blessé de leur côté contre quinze tués et un prisonnier chez les miliciens.